# Serrat dels Moros (Torà)
El Serrat dels Moros és una serra situada al municipi de Torà (Solsonès), amb una elevació màxima de 762 metres.